# Riacho Ipiranga
El Riacho Ipiranga (topónimo tupí-guaraní compuesto por y, que significa 'agua' y piranga, 'rojo') es un pequeño río localizado en la ciudad brasileña de São Paulo, capital del estado homónimo. De este riachuelo toma su nombre el distrito Ipiranga. Tiene una longitud de cerca de 9 km y desagua en el Río Tamanduateí. A orillas de este río habría sido declarada la Independencia de Brasil por el entonces príncipe heredero del trono de Portugal, Dom Pedro, que como consecuencia se convertiría en el primer emperador brasileño, conocido como Dom Pedro I.
Las nacientes del Ipiranga se encuentran en el Jardín Botánico de São Paulo, que a su vez está en el Parque Estadual Fontes do Ipiranga, reserva natural de Mata Atlántica enclavada en plena zona sur de la ciudad de São Paulo. Existe un circuito turístico que permite recorrer parte del arroyo. Sin embargo, el riacho está contaminado porque recibe altas cantidades de desechos industriales y domésticos en partes de su trayecto. 